# 東京都交通局800型電車
東京都交通局800型電車（日语：／ Tōkyōto kōtsūkyoku 800-gata densha */?）為東京都交通局（东京都电车）的一款有轨电车，现在已经退出运营。

## 慨要
800型于1947年至1948年由木南车辆制造和东洋工机负责制造，各制造20辆，共40辆。这是在日本在第二次世界大战结束后首次新制造的低地板有轨电车。本款有轨电车在初期制造的3辆，原本计划作为700型的备用车型，以替代在第二次世界大战期间毁坏的713-715号。不过在1947年，这些车辆被统一编号为800型。

## 车辆特征
列车外观与700型基本相同，且转向架外观与700型有很大不同。

## 控制设备
控制设备为三菱电机制造的KR-208形控制器，在标准的KR-8形状态下为直列4段+并列4段+制动7段，多级状态下为直列10段+并列8段+制动10段。

## 使用区域
列车全部配属于早稻田车库，运行于15系统的高田马场站前-茅场町区间，本款电车于1968年1月废止，是先于15系统废止的唯一的一批车辆。